# Замок Кілкі
Замок Кілкі (англ. Kilkea Castle, ірл. Caisleán na Cill Cathaigh) — кашлен на Кілл Кахах — замок церкви Кахаха — один із замків Ірландії, розташований в графстві Кілдер, в 3,1 милі на північний захід від селища Кастлдермот, біля селища Кілкі, біля дороги Ахі — Таллоу. Це була колись потужна середньовічна фортеця феодалів ФітцДжеральд — графів Кілдер.

## Історія замку Кілкі
Замок Кілкі збудував сер Волтер де Ріддлесфорд в 1180 році після англо-норманського завоювання Ірландії. Перший замок який був тут збудований був замком типу «Мотт-і-Бейлі» — дерев'яний замок на штучному пагорбі. Його онучка одружилась з Морісом ФітцДжеральдом — III бароном Оффалі. Тому замок і маєток Кілкі дістався у володіння феодалам ФітцДжеральд. ФітцДжеральди володіли цим замком понад 700 років.
Сер Томас де Рокебі — головний юстиціарій Ірландії використовував замок як свою резиденцію та головну військову базу і помер там у 1356 році.
Замок пов'язаний з усією історією Геральдинів — гілок роду ФітцДжеральд та їх прихильників і союзників. У замку жив Джеральд ФітцДжеральд — XI граф Кілдер, що ввійшов в історію як граф Візард — «Граф Чародій». Він став лідером Геральдинів у віці всього 20 років, після того, як його зведений брат Томас ФітцДжеральд — «Шовковий Томас» — X граф Кілдер зійшов на плаху і втратив голову в Тайберні в 1537 році після свого невдалого повстання проти короля Англії, яке ввійшло в історію як «повстання Шовкового Томаса». «Граф Чародій» поїхав на континент, щоб здобути освіту. Повернувшись в Ірландію він захопився алхімією та чорною магією. Про нього ходили зловісні чутки по всій Ірландії. Граф Чарівник помер 1585 року. Як стверджує легенда граф повертається в замок Кілкі кожні 7 років. Він приїжджає до замку на білому коні, на ногах у нього взуті черевики зі срібла. Він блукає замком Кілкі і щось шукає.
У 1634 році замок отримав в оренду орден єзуїтів. Оренду дозволила вдова XIV графа Кілдер. Єзуїти лишалися в замку до 1646 року. У 1646 році в замку жив архієпископ Рінуцціні — папський нунцій, посол святого престолу в Ірландській конфедерації. У той час вирувало повстання за незалежність Ірландії, була проголошена незалежна Ірландська конфедерація і кілька років de facto більша частина Ірландії була незалежною, поки Олівер Кромвель не втопив повстання у крові.
На початку XIX століття XIX граф Кілдер вирішив змінити резиденцію. Він переїхав в Картон-Хаус. Замок Кілкі орендували різні мешканці. Серед них був Томас Рейнольдс — торговець шовком з Дубліна, що був зрадником повстанців 1798 року. Під час цього повстання за незалежність Ірландії він ввійшов в довіру Едварду ФітцДжеральду, що був одним із лідерів організації Об'єднані ірландці. Він зрадив повстанців і англійська армія була проінформована про всі головні сили повстанців. Це було однією з причин поразки повстання, замок тоді був несподівано захоплений англійською армією.
У 1849 році в замку сталася пожежа. Замок відремонтував лорд Волтер — III герцог Лейнстер. Він жив у цьому замку, був засновником археологічного товариства Кілдера в 1891 році, був відомим букіністом і знавцем старовини Ірландії, був редактором часопису «Журнал асоціації охорони пам'яті мертвих в Ірландії» з 1904 року аж до своєї смерті в 1923 році. У 1949 році резиденція Картон-Хаус була продана і замок Кілкі став резиденцією VIII герцога Лейнстер.
У 1960 році родини ФітцДжеральд продала маєток та замок Кілкі. Замок переробили на готель, готель був збитковим і його закрили. Нині замок нікому не потрібен. Його виставили на продаж у 2009 році, але досі замок так ніхто і не купив.
Біля замку Кілкі народився полярний дослідник Ернест Шеклтон (1874—1922). Ернест народився в родині квакерів, що були мірошниками біля замку Кілкі більше 100 років.